# 心理学的ユートピア
『心理学的ユートピア』（しんりがくてきユートピア、原題: Walden Two、別訳ウォールデン2、ウォールデン・ツー）は、心理学者で行動分析学の創始者であるバラス・スキナーによって書かれたユートピア小説である。初版は1948年に出版された。本作品をサイエンス・フィクションと呼ぶことは、出版当時は可能であった。なぜなら人間の行動を科学的根拠に基いて修正する手法が、当時はまだ存在しなかったからである。こうした手法は、現在では応用行動分析として知られている。
登場人物が自由意志を否定する発言をしたり、「人間の行動は魂や精神のような非物質的実体に支配されている」という命題を否定する発言をしたりするため、本作品は議論の的になっている。本作品の基底となっているのは、「人間を含むあらゆる生命体の行動は環境変数によって決定されるのであり、環境変数をシステマチックに調整することで理想郷にきわめて近い社会文化体制を創出できる」という命題である。

## あらすじ
この物語の語り手で主人公であるバリス教授は、大学で心理学を教えている。1940年代のある日、2人の若者（その内1人は教授のかつての教え子）が教授を訪ねて来る。2人の若者は第二次世界大戦から復員したばかりで、ユートピア運動に強い関心を持っていた。2人の若者は、バリスの大学院生時代の知り合いだったT. E. フレイジャー（別訳「フレイジア」）という人物に興味があると伝える。フレイジャーは、1930年代に「ウォールデン2（ツー）」（別訳「第二ウォールデン」）という名の目的共同体を立ち上げた人物で、この共同体は現在も繁栄し続けていた。バリスがフレイジャーに連絡を取ると、フレイジャーはバリスに全員で数日間滞在し、ユートピア的と考えられるこの共同体での生活を体験してみるように誘う。彼らは思い切ってこの共同体に滞在してみることにする。2人の若者はそれぞれのガールフレンドを連れて行き、バリスは同僚のキャッスル（哲学と倫理学の教師）を連れて行く。
以後この作品は、基本的に思想小説として進行していく。饒舌で才気走ったフレイジャーが、物語の大半に関わる。フレイジャーは、バリスたちを共同体の各所に案内し、その社会的・政治的・経済的構造と集産主義的業績を誇らしげに説明する。扱われる知的トピックは、行動修正、政治倫理、教育哲学、性的平等（特に働く女性の肯定）、共通善、史学史、政治的自由と自由意志、決定論のジレンマ、ファシズム、アメリカ合衆国の民主制、ソビエト連邦の共産主義など多岐にわたる。これらのトピックをめぐり、自信満々のフレイジャー、懐疑的なキャッスル、静かな関心を寄せるバリスの3人がしばしば議論を戦わせる。
基本的にウォールデン2は、柔軟な設計に基づいて運営されている。共同体をまとめるためのさまざまな戦略をテストし続け、最もうまくいくと判断された戦略を採用し続けている。だからウォールデン2は、ほとんどの社会が崩壊や機能不全に陥る道筋、すなわち政治や社会構造の教条主義的な固定化を免れているのだ、とフレイジャーは主張する。ウォールデン2が成功していることの根拠として、フレイジャーは成員の全体としての幸福感・自由感の高さを挙げる。この幸福感・自由感の高さに寄与しているのが、成員が生まれたときから開始される“行動工学”プログラムだった。幼少期にこのような計画的行動指導を受けるにもかかわらず、ウォールデン2の大人たちは温和で生産的で幸福であるように見え、自分の人生を自分の意志で決定しているように見える。
ウォールデン2の意志決定の仕組みは独裁的でも無政府主義的でもなく、民主的ですらないと、フレイジャーは楽しげに説明する。共同体のまとめ役（「プランナー」と呼ばれる）の小集団（メンバーは固定されていない）がある以外に、統治機構らしい統治機構は存在しない。事実、共同体に強制力を行使する権力はプランナーたちにはない。この特徴をフレイジャーはしばしば賞賛する。共同体の成員たちは、自分自身の動機に基いて行動しているように見える。労働のスケジュールは驚くほどゆるやかで、1日の労働時間は平均4時間しかない。労働は共通善に直接貢献するもので、毎日新しい職場を選択する自由がある。膨大な余暇時間を、人々は自ら選んだ創造的活動や娯楽に当てている。比較的敬遠される労働を引き受ける代わりに余暇を増やす際に用いられるシンプルなポイント制が、唯一の貨幣になっている。成員は十分な食料と睡眠を無条件で与えられる。芸術・学術・スポーツへの（音楽から文学まで、チェスからテニスまで幅広い）関心も涵養されるので、より高度なニーズも満たされる。
ウォールデン2の各所を見学する過程でバリスたちは、この共同体にはいくつかの非常に変わった慣習が確立していることに気づく。それらの慣習はアメリカの主流の考え方からするとかなり奇怪に見えるが、長期的にはうまくいっているように見える。たとえば、子供は共同体全体で育てる。核家族はない。男女関係については自由恋愛（free love）ならぬ自由親愛（free affection、異性同士が自由に親交を結ぶこと）が当然と考えられている。感謝を個人的に表現することはタブーとされている。これらの慣習は、「ウォールデン・コード（Walden Code、別訳「ウォールデン法」）」と呼ばれる規範に成員たちが主体的に従った結果として生まれ、保たれている。ウォールデン・コードは、すべての個人的業績およびその他の業績をより大きな共同体の業績と考えるように、最も無理なく自制する技術の要綱である。成員の行動を監督し、このコードの理解と実践を支援するコミュニティ・カウンセラーもいる。
バリスに同行した2人の若者は感銘を受け、すぐにウォールデン2への参加を申し込み、やがて正式メンバーになる。これに対してキャッスルは、「フレイジャーはいかさまの社会を見せているのではないか？」、「フレイジャーは事実上の独裁者なのではないか？」などの疑念を募らせる。ついにキャッスルはフレイジャーに民主制の価値を擁護する主張をぶつけ、フレイジャーを専制君主と非難する。これに対してフレイジャーは、ウォールデン2が目指す理想はあらゆる専制を（「民主制という専制」さえも）免れていると反駁する。
フレイジャーは、バリスとのくつろいだ会話の中で、ウォールデン2とゆるやかに連携する共同体が次々に生まれていると明かす。バリスは、ウォールデン2が平和な共同体として成功していることに心惹かれつつも、フレイジャーの傲慢で自慢げな態度に目をつぶることができない。ある会話でフレイジャーは、自分の態度が自慢げであることを認めた上で、自分の人格によってウォールデン2に対する観察と評価が影響されるべきではないとバリスに言う。
バリスと共に滞在した者たちは、キャッスルを除き、基本的にこの共同体のすばらしさに感銘を受けてウォールデン2を後にする。キャッスルだけは、「フレイジャーは悪党で、この共同体はいかさまだ」という考えにしがみついたままウォールデン2を後にする。
ウォールデン2からの帰路の途中、バリスは自分がウォールデン2のライフスタイルを全面的に受容したがっていることを悟る。バリスはただちに大学教授の地位を捨て、ウォールデン2に向かう徒歩での長い（そして精神的に深く満たされる）旅に出る。バリスは、ウォールデン2に再び暖かく迎えられる。

## 架空の共同体「ウォールデン2」

### 概要
本作品では、「ウォールデン2（ツー）」（別訳「第二ウォールデン」）と名付けられた架空の実験共同体が描かれる。この共同体は田舎にあり、1,000人近い成員がいる。この共同体では、「あらゆる習慣・慣習に改善の可能性を考えること」や「あらゆることについて常に実験的な態度をとること」が奨励されている。ウォールデン2の文化は、変更したほうが良いことが実験によって示されたときは変更できる。ウォールデン2は、ヘンリー・デイヴィッド・ソローがウォールデン池のほとりで（個人レベルで）実践し『ウォールデン 森の生活』（1854年）で描いた簡素な自給自足生活を、共同体レベルで模している。競争感情を失わせ、協力的な人間関係を築けるようにさせるため、成員の子供には幼い頃から“行動工学”に基づくプログラムを施す。子供を育てる責任を両親や直接の家族だけに負わせず、子供は共同体全体の責任で育てている。その結果として、核家族は解消されている。

### 統治機構
ウォールデン2は、「プランナー（Planner、別訳「企画委員」）」、「マネージャー（Manager、別訳「役員」）」、「ワーカー（Worker、別訳「労働者」）」、「サイエンティスト（Scientist、別訳「科学者」）」の4つの階級（またはグループ）の人々で構成される。この階級は一般的な社会階級のように固定されたものではなく、流動的なものである。ウォールデン2には、この共同体の「唯一の政府」である「プランナー評議会（Board of Planners、別訳「企画委員会」）」が置かれている。ただしこの評議会が行使できる権力は、共同体の世話役程度のものでしかない。プランナー評議会は、この共同体がまだ計画段階だったときに着想された。プランナー評議会は6名（通常は男女3名ずつ）のプランナーで構成される。プランナー評議会のメンバーは、共同体の成功に責任を負い、政策を策定し、マネージャー（各労働領域の責任者）たちが行った仕事を評価し、共同体の全体としての状態に気を配る。また、いくつかの司法機能も担う。任期は7年を超えることができない。プランナー委員会に欠員が生じたときは、マネージャーたちから推薦された2名の候補から、評議会メンバーが1名を選び補充する。統治機構に関わるこうしたルールは、プランナー全員の賛成およびマネージャーの3分の2の賛成があったときは、変更できる。
バリスたちがウォールデン2を訪れたときは、フレイジャーを含む6名がプランナー評議会のメンバーだった。メンバーの任期は短く、互いにずらされている。プランナー評議会による統治には、いかなる強制力も用いられない。個人崇拝や依怙贔屓など、共通善に反する腐敗行為が起こる可能性は極端なまでに抑止されている。たとえばプランナー評議会に就任したメンバーは、就任を公式に発表することさえしない。共同体の成員のほとんどは、誰がプランナーなのかさえ知ろうとしない。そのため、またその結果として、プランナーたちは共同体の他の成員と変わらない質素な生活を送っている。ウォールデン2の平等主義的文化構造にあっては、富や地位のこれみよがしな顕示が起こる余地はまったくない。
マネージャーは各分野の専門家で、ウォールデン2の各部門・サービスの責任者を務める。ウォールデン2の成員は、様々な責任を負う中間管理者の地位に就き、必要な下積みを積んだ上で、マネージャーまで出世できる。マネージャーは、ウォールデン2の成員の投票によって選ばれるわけではない。マネージャーを選出する方法の詳細は作品中に示されていないが、ウォールデン2の「唯一の政府」であるプランナー評議会によって任命されると考えられる。
ウォールデン2の一般のメンバーは（公式には）「ワーカー」と呼ばれる。ワーカーは、退屈しないように、仕事の領域や場所を毎日変えることができる。1日の労働時間は平均4時間である。就くことができる仕事には、建設作業、修繕、清掃、農作業といった共同体を維持するための肉体労働が含まれることが多い。報酬には「労働クレジット」を単位とするポイント制が用いられる。ごみの処理など比較的好まれない仕事をすると、より多くの「労働クレジット」を稼ぐことができ、稼いだ「労働クレジット」でより多くの自由時間を得ることができる。
サイエンティストは、工場、家畜の交配、幼児の行動の監督、いくつかの種類の教育プロセス、および一部の天然資源の利用法に関する実験を行う。サイエンティストに関する説明は最も少なく、その選抜、総人数、固有の義務、実験の方法についてはほとんど言及されていないが、ウォールデン2にとって最も有益な戦略を策定するための社会実験を行っていると推測される。

## ソロー『ウォールデン 森の生活』との関係
原題のWalden Two'は、ヘンリー・デイヴィッド・ソローの回想録Walden; or, Life in the Woods（邦題『ウォールデン 森の生活』）への直接的言及である。ウォールデン2での生活のメリットとして、ソローがウォールデンで送ったような生活を“仲間と共に”送れることが、作品中で挙げられている。作品中で述べられているように、“Walden Two（第二ウォールデン）”は“Walden for two（2人のウォールデン）”でもある。すなわち個人的な自己実現を、自分以外に誰もいない場所ではなく、活気ある共同体で達成する場所である。当初スキナーは、本作品のタイトルを『ウォールデン 森の生活』の結びの一文であるThe Sun is but a Morning Star（太陽は明けの明星に過ぎぬ）にしようとしていたが、出版社の提案により現在のタイトルになった。
ソローのウォールデンでの実験と、架空のウォールデン2での実験は、理論的にも実践的にも互いに大きく異る。たとえばソローのウォールデンでは、個人レベルでの独立独行が追求されている。これに対してウォールデン2では、(1)共同体レベルでの独立独行と、(2)「環境条件が行動を形成する強さに比べれば個人の自由意志は弱いものである」というスキナーの根本前提の2つが追求・提唱されている。
英語版の表紙のタイトル「WAL-DEN TWO」の「O」の中が黄色く塗られ、「O」の中心から黄色い線が放射状に描かれているのは、『ウォールデン 森の生活』の結語「太陽は明けの明星に過ぎぬ」の引喩である。

## 著者による続編的エッセイ
スキナーによる本作品の続編的エッセイが、1984年にNews From Nowhere, 1984（「『ユートピア便り』と『一九八四年』」）というタイトルで出版された。このエッセイでは、ウォールデン2でバリスを探し出して会うEric Blairという人物の発見が描かれている。Blairは、自分の正体はジョージ・オーウェルだと明かす。Blairはフレイジャーを探し出し、議論する。Blairはウォールデン2に「機関化された政府も、宗教も、経済システムも存在しないこと」に感銘を受け、19世紀の無政府主義の夢が実現された状態だと述べる。

## 現実世界での実践
ヒルケ・クールマン（Hilke Kuhlmann）のLiving Walden Two（ウォールデン2を生きる）およびダニエル・W．ビョーク（Daniel W. Bjork）のB.F. Skinnerには、現実世界でウォールデン2を作ろうとする様々な努力が紹介されている。
紹介されている事例には、たとえば次のものがある。
- 1955年、コネティカット州ニューヘイブン（New Haven）でArthur Gladstoneが共同体の立ち上げを試みる。
- 1966年、ミシガン州ハートランド（Hartland）でWaldenwoods会議が開催され、Breilandリスト（スキナーに手紙を書き、Jim Breilandを紹介された人々のリスト）から大人83人子供4人が参加する。
- 1966年、Matthew Israelがウォールデン2の実現を目指すAssociation for Social Design（ASD）を設立する[20]。設立後間もなくロサンゼルス、アルバカーキ、ワシントンD.C.に支部ができる。
- 1967年、Israelが前年に設立したASDが、マサチューセッツ州アーリントンにMorningside Houseを設立する[21]。
- 1967年、バージニア州ルイーザ郡で「ツイン・オークス・コミュニティ（英語版）」が開始される。
- 1969年、カンザス州ローレンスで「Walden house」を名乗る学生共同体（後に「The Sunflower House 11」になる）がKeith Millerによって報告される[22]。
- 1971年、ミシガン州カラマズーでRoger Ulrichが実験共同体「Lake Village」を立ち上げる[23][24]。
- 1971年、メキシコのエルモシージョで共同体「ロス・オルコネス（英語版）」が立ち上げられる。
- 1972年、カンザス州ローレンスで「Sunflower House 11」が再開される。
- 1973年、ミズーリ州のオザーク高原でイースト・ウィンド・コミュニティ（英語版）が立ち上げられる[25]。

ツイン・オークス・コミュニティの詳細は、キャット・キンケイド（Kat Kinkade）の著書A Walden Two experiment: The first five years of Twin Oaks Communityで知ることができる。この共同体は当初ウォールデン2の実現を目指し設立されたが、後にその立場を破棄した。しかし本作品に基づく「プランナー－マネージャー」の体制や「労働クレジット」などのシステムは、現在でも残している。
ロス・オルコネスは、本作品で描かれているような「プランナー－マネージャー」の統治体制を採用していない。この共同体は、自分たちの体制を「パーソナクラシー（personocracy）」と呼んでいる。この体制は、実験を通じ現在も改良され続けているとされる。この共同体は現在も実験的行動分析を忠実に実践し続けているとされ、「ウォールデン2を真に実現した唯一の共同体」を自称している。1989年、本作品の著者スキナーはロス・オルコネスについて、「私がWalden Twoで打ち出した'engineered utopia'（工学的に実現されるユートピア）のアイディアに最も近いところまで迫っている」と評価した。

## 「文化工学」に関する著者による説明
本作品で描かれる文化工学（cultural engineering）について、著者スキナーは少なくとも他に2つの著書で論じている。『科学と人間行動』（原題: Science and Human Behavior）と『自由と尊厳を超えて』（原題: Beyond Freedom and Dignity）では、それぞれ1章を当てて文化工学について論じている。『科学と人間行動』では、「文化の設計（Designing a Culture）」という章でこの問題を詳しく論じている。『自由と尊厳を超えて』では、他の文化設計について論じる中で、しばしばウォールデン2に間接的に言及している。

## 批判
ヒルケ・クールマン（Hilke Kuhlmann）は著書Living Walden Two（ウォールデン2を生きる）の中で、ウォールデン2を模して立ち上げられた現実の共同体と関連付けつつ、本作品を明に暗に批判している。批判の1つは、現実にウォールデン2を模した共同体を設立した人々の多くは、カリスマ性のない暗黙の独裁者であるフレイジャー（ウォールデン2の設立者）と自分を同一視していた（あるいは彼を模倣しようとしていた）というものである。
ハーヴェイ・L．ギャンブル・ジュニア（Harvey L. Gamble, Jr.）は本作品の批判の中で、「スキナーの根本テーゼは《個人の特性は上から、すなわち環境を創出する社会権力によって形成される》というものであり、スキナーのゴールは《個人に正しい社会性を持たせることによって部品のように他人と協調して機能させる、摩擦ゼロの社会を作ること》すなわち《共同体を完璧に効率的な蟻塚にすること》である」と主張した。ギャンブルは、「本作品の結末で、われわれはフレイジャーがこの共同体の政治と方針を独占的に支配していることに気づく。人々の食事、仕事、教育、睡眠を規制するのはフレイジャーなのであり、道徳的・経済的義務を設定するのもフレイジャーなのである」と述べている。ただし実際には、本作品で描かれるウォールデン2において、共同体の体制を変更する“独占的”権力はフレイジャーを含め誰も有していない。
行動主義心理学にはいくつかのバリエーションがあるが、社会の再設計を提起したのはスキナーの徹底的行動主義だけである。これに関連する原理は、本作品の20年後に出版されベストセラーになった『自由と尊厳を超えて』で詳しく論じられている。
ジョン・スタッドン（John Staddon）は、著書The New Behaviorismで本作品を批判した。スキナーは、本作品がオルダス・ハクスリーの『すばらしい新世界』（1931年）およびジョージ・オーウェルの『1984年』（1949年）の2作品に肩を並べる業績だと考えていた。スキナーはこれらの3作品を、ハーバード大学での心理学入門講座での教材として採用した。スキナーによるこの選択には、やや皮肉な点があった。ハクスリーの『すばらしい新世界』もオーウェルの『1984年』もディストピア小説だったからである。これらの2作品は、強圧的にか（『1984年』）隠密にか（『すばらしい新世界』）を問わず、テクノロジーによって人間を支配したり温和化したりする努力が期待される利益を人間社会にもたらさず、ひどい結果をもたらすことを描いている。これに対して本作品は、テクノロジーによってユートピアを実現する道筋を明らかにすることを意図している。
本作品で提起されている社会体制は、1人の立法者（最高支配者）や一般庶民より賢明な守護者の集団が統治するという、プラトンの哲人王以来の伝統に連なるものである。スキナーの憧れの学者の1人だったバートランド・ラッセルは、1946年に「（この守護者たちは）かつてのパラグアイにおけるイエズス会士たちや、1870年までの教皇領における聖職者たちや、現代のソビエト連邦における共産党のように、庶民から切り離された階級になる」と述べている。本作品で描かれるマネージャーやプランナーや（共同体のリーダーでスキナー自身の化身である）フレイジャーも、ラッセルが批判した守護者と大きく異なるものではない。スキナーはテクノクラートによる支配の必要性を明確に主張し、「私たちは総体としての社会のコントロールを、警察、聖職者、教師、セラピストなどの専門家に委託する必要がある。その際、各専門分野での強化子（reinforcers）を特定し、随伴性（contingencies）を明文化する必要があるが」と述べている。

## 日本語訳
- 宇津木保、宇津木正訳『心理学的ユートピア』（誠信書房、1969年）